# Silvio Rüfenacht
Silvio Rüfenacht (* 5. Juli 1968 in Hettiswil, Gemeinde Krauchthal, Kanton Bern) ist ein ehemaliger Schweizer Schwinger.
Er konnte sich 1992 in Olten als Schwingerkönig feiern lassen, und 21 Mal wurde er Festsieger. Insgesamt gewann er 73 Kränze: 6 Eidgenössische (1986, 1989, 1992, 1995, 1998 und 2001), 13 kantonale, 43 Teilverbands- und 11 Bergkränze.
Silvio Rüfenacht war auch als Ringer erfolgreich. Er errang elf Einzel-Schweizer-Meistertitel im Superschwergewicht, und dreimal war er mit der Mannschaft, der Ringerstaffel Sense, siegreich.